# Superliga Indije u fudbalu
Indijska superliga (ISL) (енгл. Indian Super League) profesionalna je fudbalska liga Indije. Zbog sponzorstva, liga je poznata i pod imenom Heroj indijska superliga. Jedna od najboljih fudbalskih liga u zemlji, trenutno deli najviše mesto sa Aj-ligom. Liga sadrži 10 timova i traje 5 meseci od Novembra do Marta počevši od sezone 2017-2018.
Osnovana 21. oktobra 2013. godine u partnerstvu sa IMG, Relijans Industrije i Star Sporta, Indijska superliga je osmišljena sa ciljem da se podigne fudbal kao sport u Indiji. Prva sezona je započela 2014 godine sa 8 timova. Tokom prve tri sezone liga je funkcionisala bez zvaničnog prepoznavanja od strane Azijske Fudbalske Konfederacije, vladajuće telo za sport u Aziji. Liga je takodje funkcionisala po istom principu kao Premijer liga u kriketu, glavno Dvadeset20 kriket takmičenje, kampanja u ligi traje samo dva do tri meseca, a utakmice se održavaju svakog dana. Međutim, pre sezone 2017. godine, liga je dobila priznanje od AFK-a, proširila se na deset timova i proširila raspored na pet meseci, a utakmice su se uglavnom igrale vikendom.
Za razliku od većine fudbalskih liga širom sveta, Indijska superliga nema promociju i ispadanje, umesto toga odlučuje da razvije ligu kroz proširenje, slično kao i MLS u Severnoj Americi. Tokom četiri sezone lige, dve ekipe bili su krunisani šampioni, pobedivši dvaput svakog. ATK je osvojio prvu titulu u 2014. godini, a potom je osvojio po drugi put u sezoni 2016. godine. Čenajin je drugi klub koji će biti krunisan kao šampion. Klub Tamil Nadu osvojio je titulu u sezoni 2015. i 2018.

## Istorija

### Početak
Fudbal u Indiji postojao je u mnogim oblicima pošto je igra prvi put stigla u zemlju tokom 19. veka s prvim nacionalnim klubskim takmičenjem, Durand kupom, koji je osnovan 1888. Uprkos ranoj istoriji Indije u igri, prva nacionalna fudbalska liga u zemlji nije počela sve dok poluprofesionalna Nacionalna fudbalska liga nije započela 1996. Pre stvaranja Nacionalne fudbalske lige, većina klubova je igrala u državnim ligama ili odabrala turnire na nacionalnom nivou.
Deset godina nakon formiranja Nacionalne fudbalske lige, Indijska fudbalska federacija, vladajuće telo za sport u Indiji, odlučila je da reformira ligu kao I-Liga u nastojanju da profesionalizuje igru. Međutim, tokom sledećih sezona, liga je patila od nedostatka popularnosti zbog lošeg marketinga i lošeg kvaliteta fudbala.
U septembru 2005. AIFF je potpisao desetogodišnji ugovor o televiziji i medijima sa Ze Sportom. U dogovoru bi Ze emitovao Nacionalnu fudbalsku ligu i I-ligu, kao i druge turnire organizovane od strane AIFF-a i odabrane Indijske međunarodne utakmice. Međutim, u oktobru 2010. godine, sporazum između AIFF-a i Zee Sport-a prekinut je pet godina ranije zbog nesuglasica između obe strane u vezi sa plaćanjem i kako ce se razvijati fudbal u Indiji .
Nekoliko meseci kasnije, 9. decembra 2010. godine, objavljeno je da je AIFF potpisao novi 15-godišnji ugovor od 700 krorea sa Relijens industrijom i Međunarodnom menadžment grupom. Dogovor je dala IMG-Relijans ekskluzivnim komercijalnim pravima na sponzorstvo, reklamiranje, emitovanje, prodaju stvari, video, franšizu i pravo na stvaranje nove fudbalske lige.
Kao komercijalni partneri sa AIFF, IMG-Relijans je bio odgovoran za marketing i organizaciju I-lige. Međutim, u februaru 2012. godine otkriveno je da klubovi I-Lige nisu zadovoljni sa komercijalnim partnerima federacije i verovali su da je IMG-Relijans učinio malo za promovisanje tadašnje domaće fudbalske lige. Međutim, AIFF je uverio klubove da federacija, kao i IMG-Relijans, planiraju da unaprede ligu pre sezone 2012-13 i možda čak i rekonstruišu turnir u ugledu na МЛС u Sjedinjenim Državama.
U junu 2013, izašla je vest da IMG-Relijans planira da započne svoj franšizni turnir za 2013. godinu, a takođe i da će podeliti I-ligu na dve konferencije. Ova ideja nije bila dobro prihvaćena od strane klubova I-lige koji su odlučili da odbiju da pozajmljuju svoje igrače za predloženi turnir IMG-Reliance ili potpišu sa bilo kojim igračem koji je već ugovorio sa kompanijom. Međutim, do avgusta 2013. godine otkriveno je da je IMG-Relijans potpisao potreban broj igrača potrebnih za pokretanje vlastitog turnira i da će turnir imati podršku AIFF-a.

### Temelji
Indijska superliga je zvanično pokrenuta 21. oktobra 2013. od strane IMG-Relijensa, Star Sporta i Indijske fudbalske federacije. Liga je najavljena da se održava od januara 2014. do marta 2014. Nekoliko dana kasnije međutim, 29. oktobra 2013. godine, objavljeno je da će ISL biti odložen do septembra 2014.
U početku je objavljeno da će ponude za osam indijskih Superliga timova biti završene do kraja 2013. godine i da je već bilo velikih interesovanja velikih korporacija, Indijske Premier lige, bolivudskih zvezda i drugih konzorcijuma. Međutim, zbog reprogramiranja lige, nadmetanje je prebačeno na 3. mart 2014. Takođe je otkriveno oko ovog puta da ne samo da bi ponuđači trebali da se pridržavaju finansijskog zahteva, već bi takođe trebali promovisati planove za razvoj fudbala u svom području. Najzad, na početku aprila 2014. godine objavljeni su pobednički ponuđači. Odabrani gradovi / države su Bangalor, Delhi, Goa, Guvahati, Kočin, Kolkata, Mumbaj i Puna. Bivši indijski kriket igrač Sacin Tendulkar, zajedno sa Prasad Potluri, osvojio je ponudu za franšizu Koči. Još jedan bivši indijski kriket igrač, Sorav Ganguli, zajedno sa grupom indijskih privrednika i klubom iz La Lige Atletiko Madrid, osvojio je ponudu za franšizu Kolkata. U međuvremenu, bolivudske zvezde Dzon Abraham, Ranbir Kapor i Salman Kan osvojili su ponudu za franšize Guvahati, Mumbai i Pune. Bangalore i Delhi su zastupljeni od strane kompanija, a Goa je osvojila partnerstvo između Videokona, Dataraja Salgaocara i dela I-lige, Dempo.
Prvi tim koji je zvanično pokrenut bio je franšiza Kolkata kao Atletiko de Kolkata 7. maja 2014. Dana 7. jula 2014. godine tim je najavio prvog glavnog trenera u istoriji lige, Antonio Lopez Habas. Sledećeg dana, Kolkata je najavila i prvi zvanični transfer u Indijskoj Super ligi, kupivši Luisa Garsiju.
Na kraju, svih osam timova su predstavljeni Atletiko de Kolkata, Bangalor Titans, Delhi Dinamos, Goa, Kerala Blasters, Mumbai Siti, NortIst Junajted i Puna Siti. Međutim, 21. avgusta 2014. godine objavljeno je da ce vlasnici Bangalorea prepustiti franšizu Cenaj. Tim je na kraju nazvan Čenajin FK. Istovremeno, igrači su bili Luis Garcia, Elano, Alesandro Del Pjero, Robert Pires, Dejvid Dzejms, Fredrik Ljungberg, Dzoan Kapdevila i David Trezeget.
Prva sezona je počela 12. oktobra 2014. godine na stadionu u Salt Lejku, kada je Atletiko de Kolkata pobedio Mumbaj Siti sa 3-0. Prvi gol je postigao Fikru Tefera. Svečano finale održano je 20. decembra 2014. godine kada je Atletiko de Kolkata postao šampion nakon pobede Kerala Blastersa 1-0 na stadionu DI Patil.

### Prepoznavanje i proširenje
Za prve tri sezone Indijske Super lige, liga je delovala bez zvaničnog priznanja od strane upravljačkog tela za fudbal u Aziji, Azijske fudbalske konfederacije i FIFA, svetskog upravnog tela. U oktobru 2014, generalni sekretar FIFA Dzerom Valke izjavio je da je svetsko telo priznalo ISL kao turnir, a ne ligu. Indijska liga za fudbal u Indiji je ostala I-liga. Bez priznanja od AFK, liga takođe nije mogla učestvovati na takmičenjima za azijske klubove, AFK Champions League ili AFK Kup.
Tokom prve tri sezone Indijske Super lige, posećenost i gledanost širom lige prevazišle su očekivanja učesnika i domaće I-lige. Ocena televizije takođe je bila jaka za ligu, kao i za interakciju sa društvenim medijima. Međutim, uprkos opštem uspehu van terena, liga je izazvala kritike u drugim oblastima. Zbog potrebe prilagođavanja ISL-u u indijski fudbalski kalendar, sezona I-lige bila je skraćena i otišla je od rasporeda od oktobra do maja do rasporeda od januara do maja. Indijski igrači bi igrali kako za ISL tim, tako i za klub I-League, dok je I-League nastavio da pati od nedostatka vidljivosti u odnosu na ISL. Indijski glavni trener Stefen Konstantin pozvao je i ISL i I-League da trajanje obe lige svedu na isto vreme ili da se spoje.
IMG-Reliance, 18. maja 2016. godine, zajedno sa predstavnicima AIFF-a i I-lige, sastali su se u Mumbaiju. Na sastanku je predloženo da, počevši od sezone 2017. godine, Indijska superliga postaje vrhunska fudbalska liga u Indiji, dok će I-Liga biti reformisana kao prva liga i biti proglašena drugom divizijom. ISL bi se takođe proširio za dva tima i nastaviće da radi bez promocije i ispadanja, ali traje 5-7 meseci umesto 2-3. Predstavnici I-lige nisu srecno prisvojili ovu ideju.
U junu 2017. godine, IMG-Relijens, predstavnici AIFF-a, I-lige i AFC su se sastali u Kuala Lumpuru kako bi pronašli nacin za napredak za indijski fudbal. AFC je odbio dozvoliti ISL-u da bude glavna liga u Indiji, dok klubovi I-Lige Istocni bengal i Mohun Bagan žele kompletno spajanje ISL i I-lige. Nekoliko nedelja kasnije, AIFF je predložio da i Indijska superliga i Aj-liga istovremeno traju sa kvalifikacijom za AFC Ligu šampiona i kvalifikacionim mestom AFC kupa koji ide na šampiona ISL. AFC je zvanično odobrila predlog AIFF-a 25. jula 2017. godine, a ISL je zamenio takmičenje domaćeg kupa, Kup Federacije. Takođe je rečeno da će liga sada trajati pet meseci počevši od sezone 2017. godine i da će se liga proširiti na 10 timova.
Mesec dana pre, 11. maja 2017. godine, organizatori ISL-a su počeli da prihvataju ponude za 2-3 nove franšize za sezonu 2017-18. Ponude bi bile za deset gradova, odnosno Ahmedabad, Bangalor, Katak, Durgapur, Hajderabad, Dzamsedur, Kolkata, Ranci, Siliguri i Tiruvanantapuram. Takođe je pojasnjeno da će ako Kolkata dobije najmanje jednu ponudu da bi nova Kolkata morala da odigra samo dve sezone. Mesec dana kasnije, 12. juna, objavljeno je da su timovi I-lige, Bengaluru i Tata Steel (Dzamšedpur) pobedile u nadmetanju za nove timove.
Dana 22. septembra 2017, liga je zvanično objavila da će proširiti sezonu za dva meseca, čime će liga trajati pet meseci umesto tri. Liga je takodje presla od toga da se utakmice igraju svakodnevno na to da se igra svake srede i nedelje.

## Format takmičenja
Od sezone 2017. godine, Indijska superliga traje od novembra do marta. Za razliku od prethodnih sezona, utakmice će se održavati između srede i nedelje svake nedelje, umesto dnevno. Uprkos povećanom broju timova, finale će i dalje ići na isti način kao prethodne sezone. Pre sezone 2017. godine, liga je trajala od oktobra do decembra. Redovna sezona počinje u oktobru i završava se početkom decembra, dok će finale biti održano u naredne dve do tri nedelje. Redovna sezona bi trebala duga biti 14 kola, a svaki tim bi trebao igrati dva puta. Prva četiri kluba na kraju se kvalifikuju za finale. Prvu rundu finala igra prvi tim sa četvrtim, dok se drugi plasirani suočava sa trećim.
Tokom finala, prvi krug se igra u dve utakmice i oba tima igraju na svojim kućnim terenima. Na kraju dve utakmice, tim koji vodi u ukupnom bodovanju bi prešao u finale. Finale je jednodnevna utakmica koja se održava na neutralnom mestu. Ako su poeni u obe utakmice jednaki, produžetak od 30 minuta bi se koristio da se utvrdi pobednik, a ako i tad bude isti rezultat šutiraju se penali.

## Timovi
Trenutno se Indijska superliga sastoji od deset timova iz devet različitih država u Indiji. Za razliku od drugih fudbalskih liga, ISL ne koristi promociju i ispadanje, već koristi ekspanziju kao što je MLS u SAD. Liga ima dva glavna derbija koji uključuju južni derbi između Čenajina i Kerala Blastersa i derbi Maharaštre između grada Mumbaj i Puna Sitija. 2017. godine, liga je dodala dva nova kluba po prvi put kada su Bengaluru i Dzamšedpur ušli u takmičenje.
Od sezone 2016, svaka ekipa bi mogla imati najviše dvadeset pet igrača na svom spisku i najmanje dvadeset dva. Najviše jedanaest igrača može biti strano sa minimumom od osam po timu. Ostali igrači moraju biti domaći indijski igrači, od kojih dva moraju biti ispod 23 godine.
| Klub              | Grad                    | Stadion                      | Kapacitet | Pridruzeni | Glavni trener            |
| ----------------- | ----------------------- | ---------------------------- | --------- | ---------- | ------------------------ |
| ATK               | Kolkata, Zapadni Bengal | Salt Lejk Staadion           | 68,012    | 2014       | Robi Kejn (Igrac-trener) |
| Bengaluru         | Bangalor, Karnataka     | Sre Kanterava Stadion        | 25,810    | 2017       | Albert Roka              |
| Cenajin           | Čenaj, Tamil Nadu       | Dzavaharlal Nehru Stadion    | 19,691    | 2014       | Dzon Gregori             |
| Delhi Dinamos     | Delhi                   | Dzavaharlal Nehru Stadion    | 32,000    | 2014       | Migel Angel Portugal     |
| Goa               | Margao, Goa             | Fatorda Stadion              | 18,600    | 2014       | Sergijo Robero           |
| Dzamšedpur        | Džamšedpur, Dzarkand    | JRD Tata Sportski Kompleks   | 24,424    | 2017       | Stiv Kapel               |
| Kerala Blasters   | Koči, Kerala            | Dzavaharlal Nehru Stadion    | 38,086    | 2014       | Dejvid Dzejms            |
| Mumbaj Siti       | Mumbaj Maharastra       | Mumbaj fudbaska arena        | 9,300     | 2014       | Aleksandar Gimaraješ     |
| Nort Ist Junajted | Guvahati, Asam          | Indira Gandi Atletik Stadion | 23,627    | 2014       | Avram Grant              |
| Puna Siti         | Puna, Maharastra        | Balevadi Stadion             | 10,237    | 2014       | Ranko Popović            |

## Organizacija

### Vlasništvo
Kao i Indijska premijer liga, Indijska superliga ima sličan model vlasništva u kojem su timovi u vlasništvu istaknutih biznismena, kao i vlasnika slavnih iz Bollivooda i kriketa. Vlasnici indijske Super lige deluju kao liga "Partneri lige". Britanska grupa za profesionalne usluge, Ernst & Ioung, angažovana je za izradu kriterijuma za postupak nadmetanja i od njih je traženo da odobri potencijalne vlasnike. U aprilu 2014. objavljeni su vlasnici. Bollivoodske zvezde kao što su Ranbir Kapoor, Džon Abraham i Salman Khan su pobedili na tenderima, kao i zvezdama kriketa Sašin Tendulkar i Sorav Ganguli. Fudbalski klubovi poput Atletiko Madrida i Silong Lajong bili su i dobitnici ponuda.
Uprkos pažljivom selekcijom, Indijska superliga je imala problema u prošlosti sa vlasništvom tima. U augustu 2014, dva meseca pre početne sezone, Sun Group, vlasnici franšize Bangalorea, su napustili ligu nakon što su lige odbile njihovu potencijalnu vezu sa tada I-League klubom Bengaluru FC. Kasnije tog meseca objavljeno je da će još jedna bolivudska zvezda, Abhišek Bačan, preuzeti poslednju franšiznu poziciju i prebaciti tim iz Bangalora u Čenajin.
Liga je imala svoj prvi vlasnički prekid u timu 1. juna 2016. godine kada su Kerala Blasters najavili svoju novu vlasničku strukturu. U saradnji sa Sachinom Tendulkarom, tim koji je kupio kod biznismena Nimagad Prasad i filmske zvezde Alu Aravind, Čiranjevi i Akineni Nagaruna nakon što su PVP Ventures povukli svoj udeo u timu.

### Stadioni
Pošto je liga počela 2014. godine, bilo je različitih stadiona koje su koristili za gostovanje utakmica. Dva stadiona, stadion DI Patil u Navi Mumbaiju i stadion Javaharlal Nehru u Kočinu, uglavnom se koriste kao kriket stadioni. Tri druga stadiona su atletski stadioni koji se prvenstveno koriste za domaće na fudbalskim utakmicama u I-ligi: stadionu Fatorda u Goi, stadionu Salt Lejk u Kolkati i stadionom Balevada u Puni. Korišćena su još tri mesta koja ne predstavljaju vrhunski stadion za fudbal: Stadion Indira Gandi Atletik u Asamu, stadion Javaharlal Nehru u Čenaju i stadion Javaharlal Nehru u Delhiju.
Za sezonu 2016. godine dva nova stadiona su korišćena u ligi, Mumbaj Fudbal Arena u Mumbaiju i Stadion Rabindra Sarobar u Kolkati. Mumbaj Fudbal Arena zamenio stadion Di Patil za grad Mumbaj. ATK se preselio na Stadion Rabindra Sarobar nakon što je stadion Salt Lake renoviran za FIFA ispod 17 godina Svetski Kup..

### Sponzori i prihodi
Dana 18. jula 2014. godine objavljeno je da će Heroj MotoKorp biti prvi pokrovitelj Indijske super lige. Dogovor je planiran da traje tri godine od 2014. do 2016. godine. 30. septembra 2014. godine, nedelju dana pre prve sezone, objavljeno je da će Nemačka sportska proizvodnja, Puma , biti zvanični dobavljač lopti Indijske Super lige. Kompanija pruža lopte za utakmice i treninge.
Liga se oslanja na centralni sponzorski fond. Zainteresovane strane lige, Star Sporta i IMG-Relijensa, upravljaju centralnom bazom sponzora i plasiraju ligu na potencijalne investitore i sponzore. Dvadeset posto novca stečenog u centralnom sponzorskom bazenu ide u organizaciju lige, a ostatak je podeljen među timovima. Uprkos uspešnom dobijanju puno novca preko centralnog sponzorstva u 2014. godini, 100% prihoda je koristila liga za poboljšanje infrastrukture i objekata, što je značilo da su timovi izgubili novac tokom prve sezone. U sledećoj sezoni došlo je do promene, međutim centralni sponzorski fond udvostručio se na oko 100 crore zbog novih sponzorstava širom lige sa kompanijama kao što su Flipkart i DHL Ekpres. Timovi su takođe mogli da povećaju unos u sponzorstva u 2015. godini, sa sponzorskim ugovorom o dvostrukom šampionatu iz prethodne sezone i oko devet reklama dozvoljenih na timskim kompletima. Timovi u ligi takođe su potpisali ugovore o sponzorstvu majica sa kompanijama Adidas i Puma.
Za sezonu 2016. godine predviđeno je da će liga dobiti više sponzora u odnosu na prethodnu sezonu, posebno pošto će se liga desiti tokom indijskih prazničnih perioda. Za sponzorstva dresova, svakom timu je dozvoljeno da ima šest sponzorstava na setu, a timovi poput ATK-a redovno popunjavaju ta mesta.
Dana 23. jula 2017. objavljeno je da će Hero MotoCorp produžiti ugovor kao sponzori indijske Super lige još tri godine. Kompanija bi trošila 25 miliona dolara u ligu tokom ove tri godine, kaže Nita Ambani, predsjedavajuća lige.

### Trofeji
Indijski superligaški trofej predstavljen je 5. oktobra 2014. godine, od strane Nite Ambani, osnivača i predsednika Fudbalskog sportskog razvoja. Gospođa Ambani je na trofeji otkrivanja prilike rekla: "Ovo je važan dan za sve nas danas, dok stojim zajedno sa svetskim fudbalskim legendama kako bih otkrila ponos indijskog superligaškog fudbala. Kako su ti uzorci inspirisali stotine hiljada igrača širom svijeta, sigurna sam da će ISL trofej takođe postati simbol težnje za mnoge mlade u nastajućoj Indiji ".
Dizajniran od strane Frazer i Havs, trofej visok je 26 inča. Na gornjoj traci su postavljene ISL boje, a ručke su ukrašene zlatnim pozadinskim zrnom od 24 karata, kako bi se pridržavalo osećaja ponosa.

### Medijsko izveštavanje
Sa Star Sportom koji je jedan od organizatora Indijske Super lige, oni služe i kao zvanični emiteri lige u Indiji. Cilj Star Sporta za ligu bio je da "iskoristi svoj vrhunski sadržaj kreiranja, pakovanja i prezentacije kako bi privukao i zadržao interesovanje gledaoca". U septembru 2014. objavljeno je da će Star Sport emitovati ISL kroz osam kanala na pet različitih jezika u pokušaju da dostigne 85% indijske televizijske publike, prve od ove vrste u indijskoj sportskoj istoriji.
Prvi meč indijanske Super lige, između Atletiko de Kolkata i Mumbaj Sitija 12. oktobra 2014. godine, navodno je privukao televizijsku publiku od 75 miliona ljudi. Iz prve sedmice navodno je privuklo ukupno 170 miliona ljudi. Ovi brojevi su bili 12 puta veći od onog što je Indija privukla na FIFA Svetsko prvenstvo 2014. i oko 20-30 puta više od onog što je I-League, indijska druga top-level fudbalska liga, privukla TEN Akciju pa čak i Premijer ligu. Sve u svemu, na kraju prve sezone prijavljeno je da je ISL privuklo ukupno 429 miliona gledalaca širom Indije, samo malo niže od Pro Kabaddi lige i dva i po puta više od FIFA Svetskog prvenstva. Takođe je prijavljeno da je 57% gledalaca bilo žena i dece i da je veb sajt Star Sports dobio 32 miliona poseta tokom turnira.
Liga je doživela oštar rast rejtinga nakon sezone 2016. godine, sa preko 216 miliona gledalaca na televiziji. Finale 2016. godine između ATK i Kerala Blasters navodno je privuklo 41 miliona gledalaca što je povećanje od 41% na broj gledalaca koji su videli finale u 2015. godini između Čenajina i Goe. Ocene u ruralnoj Indiji u međuvremenu privukle su 101 miliona gledalaca.

### Medjunarodno emitovanje
Ажурирано 10 Oktobar 2017.
| Teritorija                     | Emitovanje                 |
| ------------------------------ | -------------------------- |
| Indija                         | Star Sport                 |
| MENA                           | Abu Dabi Medija            |
| Sub-Saharan Africa             | Foks Afrika                |
| Australija                     | Foks Sport (Australija)    |
| Brazil                         | Tarner Broadkasting Sistem |
| Bugarska                       | Mtel Sport                 |
| Nemacka/Austrija/Svajcarska    | Performer Grupa/DAZN       |
| Turska                         | Saran                      |
| Ujedinjeno Kraljevstvo & Irska | BritAzija TV               |

## Prvenstvo

### Finala
| Sezona  | Datum       | Osvajač             | Rezultat  | Protivnici      | Teren                    | Publika | Heroj lige     | Polufinalisti                      |
| ------- | ----------- | ------------------- | --------- | --------------- | ------------------------ | ------- | -------------- | ---------------------------------- |
| 2014    | 20 Decembar | Atletiko de Kolkata | 1–0       | Kerala Blasters | Di Patil Stadion         | 36,484  | Ian Hume       | Cenajin, Goa                       |
| 2015    | 20 Decembar | Cenajin             | 3–2       | Goa             | Fatorda Stadion          | 18,477  | Stiven Mendoza | Atletiko de Kolkata, Delhi Dinamos |
| 2016    | 18 Decembar | Atletiko de Kolkata | 1–1 (4–3) | Kerala Blasters | Dzavaharal Nehru Stadion | 54,146  | Florent Maluda | Delhi Dinamos, Mumbaij Siti        |
| 2017–18 | 17 Mart     | Cenajin             | 3–2       | Bangalor        | Sri Kanterva Stadion     | 25,753  | Sunil Cetri    | Goa, Pune City                     |

### Prvenstva po timovima
| Prvenstva | TiTim   | Godina          |
| --------- | ------- | --------------- |
| 2         | ATK     | 2014, 2016      |
| 2         | Čenajin | 2015, 2017-2018 |

## Igrači
Statistika ispod je za lidere u ligi do 2017-18 godine.
| Rang | Igrač            | Godina      | Golovi |
| ---- | ---------------- | ----------- | ------ |
| 1    | Ian Hume         | 2014–       | 28     |
| 2    | Jeje Lalpelua    | 2014–       | 23     |
| 3    | Sunil Cetri      | 2015–       | 21     |
| 4    | Koro             | 2017–       | 18     |
| 4    | Marselinjo       | 2016–       | 18     |
| 6    | Kalu Uce         | 2015, 2017– | 17     |
| 7    | Stiven Mendoza   | 2014–2015   | 16     |
| 8    | Miku             | 2017–       | 15     |
| 9    | Emiliajno Alfaro | 2016–       | 14     |
| 10   | Manuel Lancarote | 2017–       | 13     |

| Rang | Igrač             | Godina | Mečevi |
| ---- | ----------------- | ------ | ------ |
| 1    | Ian Hume          | 2014–  | 59     |
| 2    | Sandes Jingan     | 2014–  | 58     |
| 3    | Mandar Rao Desaj  | 2014–  | 57     |
| 4    | Narahan Das       | 2014–  | 55     |
| 4    | Subrata Pal       | 2014–  | 55     |
| 6    | Jeje Lalpelua     | 2014–  | 54     |
| 7    | Souvik Cakraborti | 2014–  | 53     |
| 8    | Mehrajudin Vadu   | 2014–  | 51     |
| 9    | Mehtab Husejin    | 2014–  | 50     |
| 9    | Dzonatan Luka     | 2015–  | 50     |

## Literatura
- Dimeo, Paul; Mills, James (2013). Soccer in South Asia: Empire, Nation, Diaspora (на језику: енглески). Routledge. ISBN 9781135276577.

## Spoljašnje veze
- Zvanicni sajt lige